# میل خرم‌آباد
میل خرم‌آباد در شهرستان تاکستان، روستای خرم‌آباد ـ کنار مسجد واقع شده و این اثر در تاریخ ۱۲ اردیبهشت ۱۳۷۷ با شمارهٔ ثبت ۲۰۱۳ به‌عنوان یکی از آثار ملی ایران به ثبت رسیده است.